# Touleň srdčitá

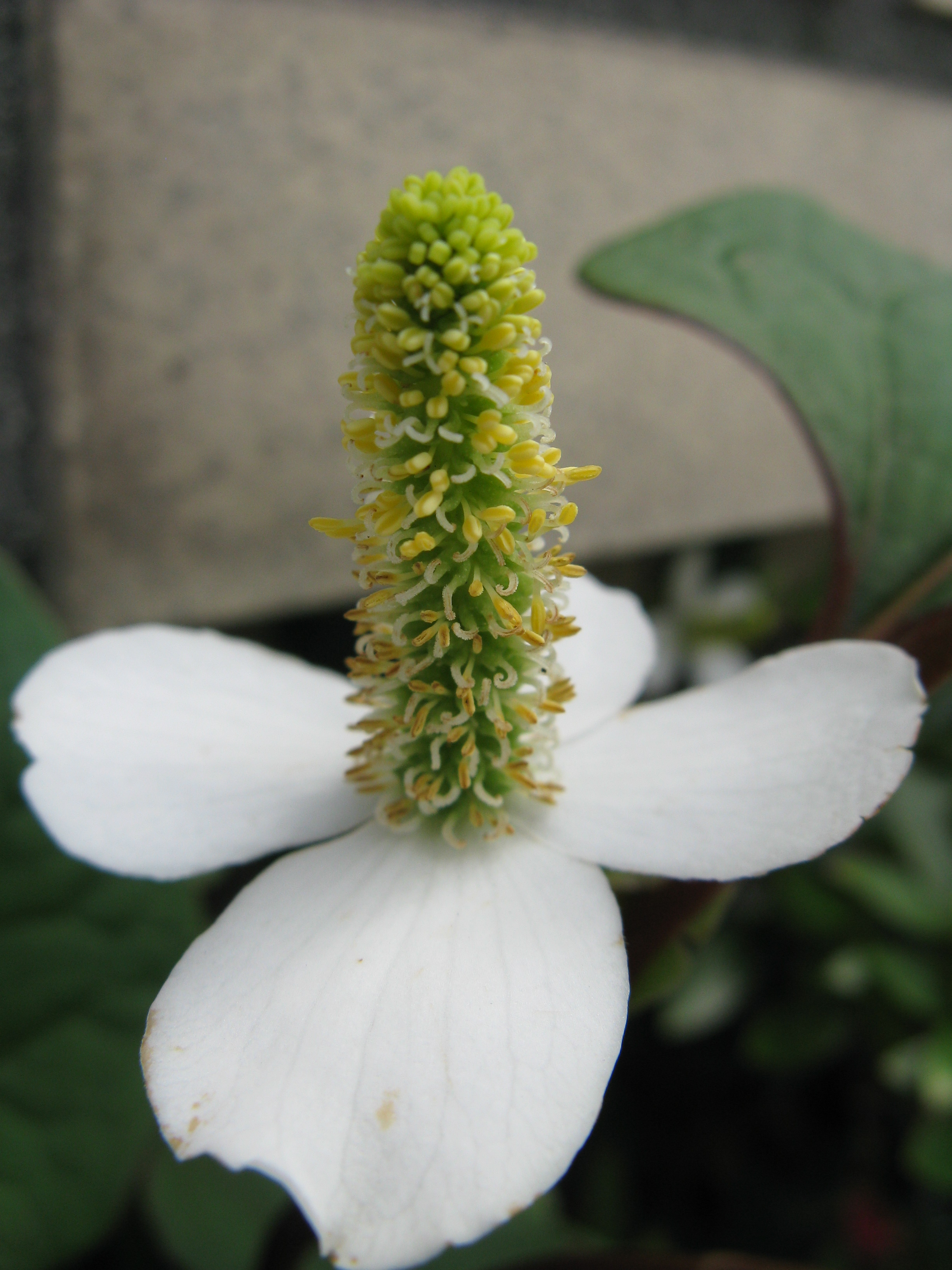
Květenství touleně srdčité

Touleň srdčitá (Houttuynia cordata) je vytrvalá, nevysoká, vlhkomilná bylina, jediný druh monotypického rodu touleň. Pochází z Indie, Nepálu, Číny, Tchaj-wanu, Koreje, Japonska, Myanmaru, Thajska, Vietnamu a Indonésie. Byla zavlečena do Austrálie, na Nový Zéland i Tichomořské ostrovy a také do Severní Ameriky. Na nových místech se rychle šíří a často je považována za invazní druh.
Existují dva typy odlišující se vůní. Rostliny prvého typu, tzv. japonského, voní po pomerančích a druhého, tzv. čínského, voní po koriandru.

## Ekologie
Ve své domovině roste ve vlhkých půdách na plném slunci i v částečně zastíněných místech, od mořského pobřeží až do nadmořské výšky okolo 2500 m. Vyskytuje se podél vodních toků nebo nádrží, ve vlhkých okrajích lesů, křovin i na mokrých loukách a prameništích, často též na rýžových polích. Nachází se někdy v místech dlouhodobě zaplavovaných vodou, až do výšky vodního sloupce 10 cm.
Na suchých místech roste poměrně pomalu a špatně se rozmnožuje. Není rostlinou mrazuvzdornou a při pěstování v chladnějších oblastech pomůže zakrytí kořenů vrstvou kompostu. Spolehlivější je vytažení trsu a přezimování ve vlhkých a bezmrazých místech.

## Popis
Bylina s poléhavými a vystoupavými lodyhami vysoká 30 až 60 cm. Z tenkých oddenků vyrůstají lysé, drsné, podélně rýhované, zelené a někdy purpurově zbarvené lodyhy, které jsou u báze poléhavé, u vrcholu vzpřímené a v uzlinách často zakořeňují. Jsou porostlé střídavými, lysými, celistvými listy s membranózními palisty tvořícími pochvu a s řapíky dlouhými až 3 cm. Široce srdčité listové čepele bývají 4 až 10 cm dlouhé a 3 až 6 cm široké, u báze jsou srdčité a na vrcholu krátce špičaté, na spodní straně i nafialovělé. Před příchodem zimního období listy usychají.
Drobné, žlutavě zelené, oboupohlavné květy bez okvětí vytvářejí husté válcovité klasy 1,5 až 2,5 cm dlouhé. Květenství, obsahující až 100 květů, jsou podepřená čtyřmi až šesti nápadnými bílými listeny. Zelené listeny květů jsou krátké a nenápadné. Tyčinky s podlouhlými prašníky jsou nejčastěji tři. Polospodní gyneceum je vytvořeno třemi plodolisty, obsahuje po 6 až 9 vajíčkách. Tři částečně srostlé pestíky mají zakřivené čnělky kratší než nitky tyčinek. Květy rozkvétají obvykle v červnu a červenci, plody počínají uzrávat od konce července.
Plody jsou kulovité tobolky velké asi 2 mm. Ve zralosti se otvírají na vrcholu a ven vypadávají drobná semena. Ploidie druhu je 2n = 96.

## Rozmnožování
Rostliny se rozmnožují svými tenkými, vodorovnými oddenky, které za příznivých podmínek ročně narostou do délky i jednoho metru, téměř z každého odlomeného kousku může vyrůst rostlina. Rozšiřují se i drobnými semeny, tisíc semen váží asi 0,04 gramů.

## Význam
V zahradnické praxi se rostliny tohoto rodu používají jako rychle se rozrůstající půdokryvné pro vlhké, teplejší a chráněné polohy. Listy počínají vyrůstat v pozdním jaru a pak velmi rychle pokryjí velký prostor. K původní formě se zelenými listy byly vyšlechtěny i některé kultivary. S pestře zbarvenými listy od žluté do červené je to 'Chameleon', s bílými 'Sunshine', se zlatavými 'Joker Gold' a s růžovými 'Flame', obzvláště velký bílý listen má 'Flora Pleno'. Doporučuje se rostliny co tři roky vytáhnout a rozdělit. Pro své rychlé šíření oddenky se může za příhodných podmínek stát hrozbou pro okolní přírodu.
V zemích jižní a východní Asie bývá touleň pěstovaná jako potravina. Mladé listy a lodyhy se konzumují syrové jako salát nebo se vaří v různých omáčkách a polévkách, oddenky se smaží a podávají jako příloha. Mimo to bývají tytéž rostliny místními obyvateli někdy využívány pro léčbu téměř všech nemocí, od spalniček, cholery, úplavice, rakoviny, kašle, uštknutí hadem, kapavky, hemeroidů a ženských nemocí až po léčbu očních problémů.

## Pěstování
Preferuje slunečné polohy, ale snese i polostín. Vyžaduje stanoviště s vlhkou, propustnou půdou, roste i přímo ve vodě, ačkoliv snáší i přísušky. Substrát má být lehčí nebo až jílovitý, pH kyselé až zásadité. V ČR je zcela otužilou venkovní trvalkou, na jaře ale raší pozdě. Je expanzivní, šíří se do okolí, může zaplevelovat.

## Galerie

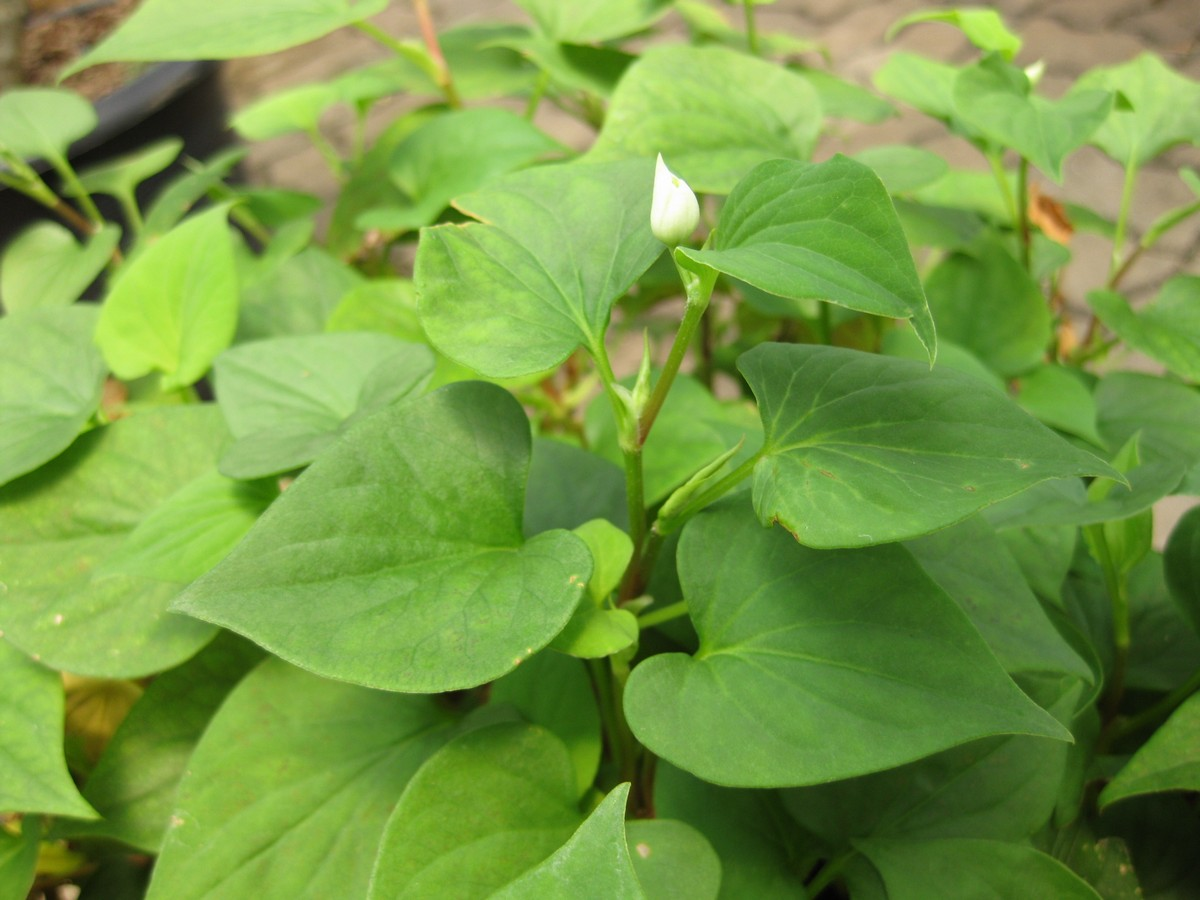
Listy běžné rostliny
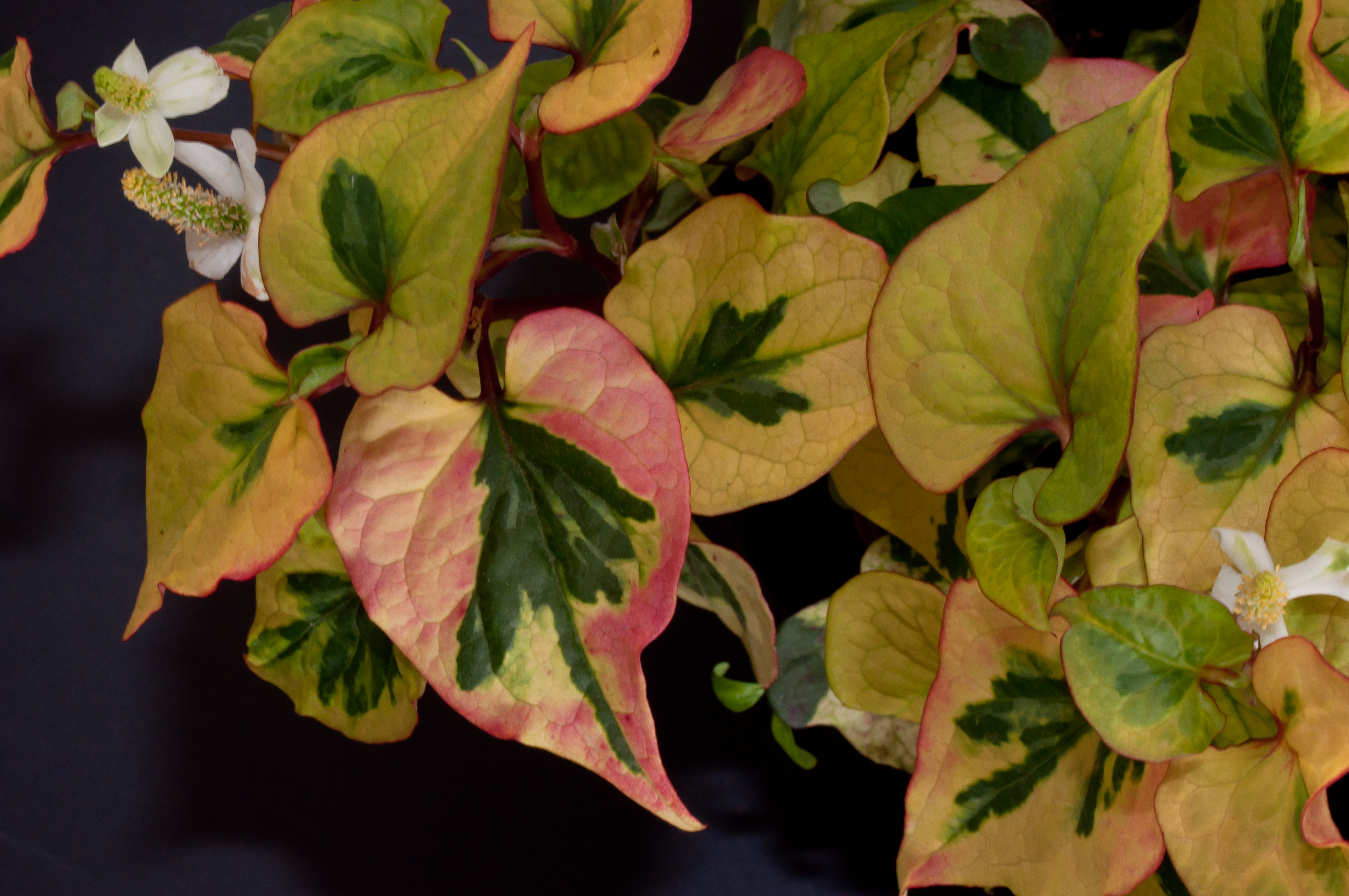
Listy variety 'Chameleon'
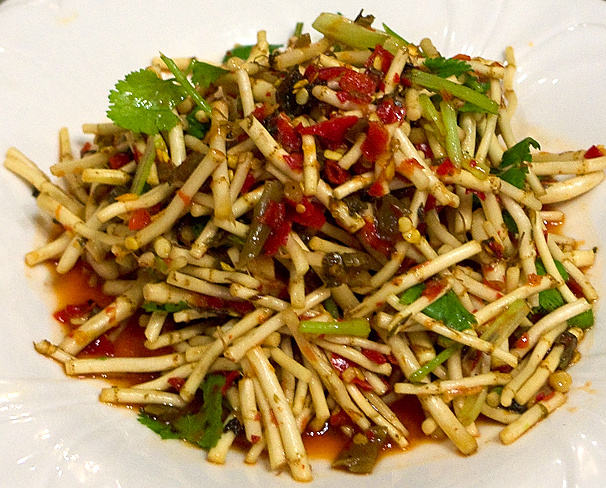
Oddenky ve studené úpravě
- Touleň-video